# 蒲河 (泾河支流)
蒲河，黄河支流渭河支流泾河的支流。全长204km。

## 河流概况
发源于环县毛井乡砖城子，海拔1580m，称马家河，古称大胡河。在堡子流入镇原县殷家城乡，称白家川。在三岔镇右岸有源于固原县罗洼大涝池的安家川河注入后，始称蒲河。从左岸的黑河汇入后为镇原县与西峰区界河。东侧为董志塬，西为屯子塬。南流入巴家咀水库。至彭阳寺沟覆钟山北石窟寺附近右岸茹河汇入。经平凉市的泾川县，至庆阳市宁县境内的长庆桥北江村注入泾河。流域面积7482km2，河道平均比降4.5‰。较大支沟有黑河、交口河、茹河、康家河等。多年平均径流量25200万m3。年输沙量4770万吨，最大含沙量981公斤/立方米。

## 主要水库

### 巴家咀水库
巴家咀水库位于西峰镇以西16公里蒲河干流。1958年9月19日正式开工，到1962年7月全部竣工。黄土均质大坝坝顶高程1124.7米，坝高74米，长539米，底宽404米。坝前淤土面高程1100m左右，厚度约60m。河床部位坝体自1963年至2000年最大沉陷2738mm。现为防洪保坝、供水、灌溉及发电于一体的水利枢纽工程。一条输水发电洞、两条泄洪洞、二级发电站和电力提灌站组成。装机容量2114kW，年发电400万度。60多年来，巴家咀水库为黄河流域拦截的泥沙3.3亿立方米。
输水发电洞一条，直径2m，最大引水流量35m3/s。泄洪洞一条，直径4.0m，入口洞底高程1085.50m，最大泄流量102m3/s。新建泄洪洞位于左岸，入口洞底高程1085m，洞径5x7.5m城门洞型，以南东148°走向穿过左坝肩山梁，至南小河沟出口，洞长400m，最大泄流量503m3/s，1992年9月开工，1998年建成。溢洪道为两孔，堰顶高程1106.0m，溢流孔宽13m高10.3m，设计流量3056.8m3/s，校核流量4708.5m3/s。水库按百年一遇洪水设计，两千年一遇洪水校核。设计洪水位1119.92m，洪峰流量10100m3/s，最大出库流量603m3/s。校核洪水位1125.57m，洪峰流量20300m3/s，最大出库流量640m3/s。正常蓄水位1115.00m。调查历史最大洪水13800m3/s（1841年）。实测最大洪水5650m3/s（1958年7月14日）。
为解决巴家咀水库泥沙淤积问题，在主汛期七八月开闸放水，冲刷淤泥，于8月底下闸蓄水，再用铰吸盘把剩余泥沙搅拌起来，把泥沙排出去。而这需要建设调蓄水库、新的备用水源地。位于下游2.4公里镇原县太平镇境内支流东咀河沟的五台山水库作为巴家咀水库的新增调蓄水库。五台山水库利用1.7公里的管网铺设和16米的高程落差，由水库大坝、引水洞和输水管道三部分组成，坝址以上流域面积16.07km2，正常蓄水位46米，32米，总库容950万m3，死库容250万立方米，最大坝高50.50m，设计洪水位1110.23米，正常蓄水位海拔高程1109m，死水位1065m，坝长230m，坝顶宽6米，年供水量530万m3。由水电四局承建的五台山水库大坝建筑工程。2016年4月开工建设，2018年10月24日完成溢洪道建筑工程施工，2019年9月通过蓄水阶段验收，2020年主汛期开始正式运行，可部分替代巴家咀水库水源，并可作为应急备用水源在巴家咀水库汛期排沙停供期间，向市区正常供水。2020年11月完成全部建设任务，累计完成投资1.85亿元。

### 小盘河水库
小盘河水库位于蒲河下游宁县太昌镇小盘河村境内，该工程由水库、预沉池、供水管线、净水厂组成。总库容4732万立方米，正常蓄水位982米，年供水量3386万立方米，是一座集人饮、工业、生态供水功能于一体的中型水库。总投资10.58亿元，建设工期28个月，2016年4月工程开工建设。2016年6月15日，小盘河水库枢纽工程成功实现一期导截流，工程正式转入大坝主体工程施工阶段。2020年5月完成全部建设任务，2021年10月下闸试蓄水运行，12月完成水库与供水工程通水调试，2022年4月通过蓄水安全鉴定和合同完工验收正式下闸蓄水。